# Edit Layard Stephens
Edith Layard Stephens (1884-1966) fue una botánica, micóloga, y algóloga, sudafricana.

## Algunas publicaciones
- 1924. Notes on the aquatic flora of South Africa. Ed. University of Cape Town

- La abreviatura «Stephens» se emplea para indicar a Edit Layard Stephens como autoridad en la descripción y clasificación científica de los vegetales.[1]